# Saint-Maime
Saint-Maime ist eine französische Gemeinde mit 904 Einwohnern (Stand 1. Januar 2022) im Département Alpes-de-Haute-Provence in der Region Provence-Alpes-Côte d’Azur; sie gehört zum Arrondissement Forcalquier und zum Kanton Reillanne.
Das Gemeindegebiet ist Teil des Regionalen Naturparks Luberon.

## Bevölkerungsentwicklung
| Jahr                       | 1962 | 1968 | 1975 | 1982 | 1990 | 1999 | 2007 | 2016 |
| Einwohner                  | 324  | 374  | 280  | 417  | 528  | 661  | 816  | 847  |
| Quellen: Cassini und INSEE |      |      |      |      |      |      |      |      |